# Then Comes the Sun
Then Comes the Sun è il terzo album in studio della cantautrice italiana Elisa, pubblicato il 9 novembre 2001 dall'etichetta discografica Sugar Music.

## Descrizione
(Elisa)
Come si evince dai testi, l'album, che ripercorre le sonorità del passato di Elisa, passando da Jeff Buckley alle ballate alla new wave, è simile ad un diario personale che passa attraverso il rapporto tra la carriera ed il legame con i suoi affetti e le sue certezze.
In ogni canzone è predominante il tema della speranza e della rinascita dopo la sofferenza, tema espresso sin dal titolo Then Comes the Sun, ossia Poi viene il sole (che riappare nei cori di It Is What It Is).
L'album viene anticipato dal singolo promozionale Heaven Out of Hell. Il primo singolo fisico estratto è invece Rainbow, uscito in una versione differente da quella dell'album remixata dai Bedroom Rockers. In seguito è la volta di Time, che esce in versione remixata, stavolta dal gruppo italiano ma anglofono Planet Funk. Un ulteriore singolo promozionale, Dancing, è stato inserito nella colonna sonora di due diversi film, Casomai e A Time for Dancing.
Il brano It Is What It Is contiene la frase "then comes the sun" ed è per questo la title track dell'album. Tuttavia Then Comes the Sun è anche il nome di una canzone che Elisa non ha mai pubblicato, ma che ha eseguito in numerose esibizioni dal vivo. Il brano Fairy Girl dà il titolo al libro su Elisa scritto da Simona Orlando, pubblicato da Arcana Editrice nel 2008. Il brano Fever non è totalmente inedito, infatti esiste una prima versione chiamata World Has Got the Fever, con diverso arrangiamento e testo, incisa sia da Elisa (ma non è mai stata pubblicata, anche se fu inserita nello spot della birra Tuborg) che dai Gazosa, che l'hanno pubblicata nel 2000. I brani Stranger e Rock Your Soul sono stati pubblicati anche nell'album Lotus in versione acustica, nel 2003.
Il 25 maggio 2009 l'album è stato pubblicato in edicola in un package inedito allegato a TV Sorrisi e Canzoni e al Corriere della Sera all'interno della collana che comprende tutti gli album di Elisa pubblicati fino al 2007.
Il 30 novembre 2010 il brano It Is What It Is è stato pubblicato in chiave acustica nel settimo album di inediti della cantante, Ivy.

## Singoli
Da Then Comes the Sun sono stati estratti due singoli ufficiali: Rainbow e Time. Per Rainbow è stato realizzato un videoclip diretto da Dakota Fanning, mentre per Time, pubblicata in una versione remixata dai Planet Funk, non è stato realizzato nessun video.
Sono inoltre stati estratti due singoli promozionali: Heaven Out of Hell, che è stato trasmesso nelle radio a partire dal 18 ottobre 2001 e ha anticipato la pubblicazione dell'album, e Dancing, trasmesso nelle radio a partire dal 20 settembre 2002. Heaven Out of Hell è stata inserita nella colonna sonora del film Casomai di Alessandro D'Alatri, che ha anche diretto il videoclip della canzone. Anche Dancing è stata inserita nella colonna sonora di Casomai, ma anche in quella della versione italiana di A Time for Dancing di Peter Gilbert. Il videoclip di Dancing consiste in una performance dal vivo tenutasi a Camden Town, nei pressi di Londra. Infine, la canzone Fever è stata pubblicata solo in Germania come singolo promozionale, in occasione del Campionato mondiale di calcio 2002.

## Tracce
Testi di Elisa Toffoli, musiche di Elisa Toffoli, eccetto dove indicato.
1. Rainbow – 5:00
2. Heaven Out of Hell – 4:54 (musica: Elisa Toffoli, Corrado Rustici)
3. Dancing – 5:36
4. Fever – 4:18 (musica: Elisa Toffoli, Corrado Rustici)
5. Stranger – 3:54
6. A Little Over Zero – 5:30 (musica: Corrado Rustici, Elisa Toffoli)
7. Time – 3:56
8. Fairy Girl – 5:00
9. The Window – 1:40
10. Rock Your Soul – 5:03
11. It Is What It Is – 3:50
12. Simplicity – 8:30 – contiene la traccia fantasma Rainbow Bells

## Formazione
- Elisa – voce, tastiera (tracce 1, 2, 5, 7, 8, 11), chitarra fuzz (traccia 4), pianoforte (traccia 6), chitarra acustica (tracce 9 e 12), cori (tracce 4 e 11), campionatore (tracce 2, 3, 5, 7, 11)
- Corrado Rustici – chitarra (eccetto 9 e 12), tastiera (eccetto 9 e 12), programmazione (eccetto 9 e 12), organo Hammond (tracce 4, 7, 11)
- Davide De Vito – batteria (tracce 1, 2, 3, 4, 5, 6, 8, 11), piatti (traccia 10)
- Davide Pezzin – basso (tracce 1, 2, 3, 4, 5, 6, 8, 10, 11)
- Enrique Gonzalez Muller – cuatro (traccia 5)
- Turtle Island Quartet – archi (traccia 5), arrangiati da Corrado Rustici e Frank Martin, trascritti e diretti da Frank Martin
- T.J. e Sarah Eden Davis – cori (traccia 4 e 11)

## Classifiche

### Classifiche settimanali
| Classifica (2002) | Posizione massima |
| ----------------- | ----------------- |
| Italia            | 10                |

### Classifiche di fine anno
| Classifica (2002) | Posizione |
| ----------------- | --------- |
| Italia            | 28        |